# Ukrainska nationalistkongressen

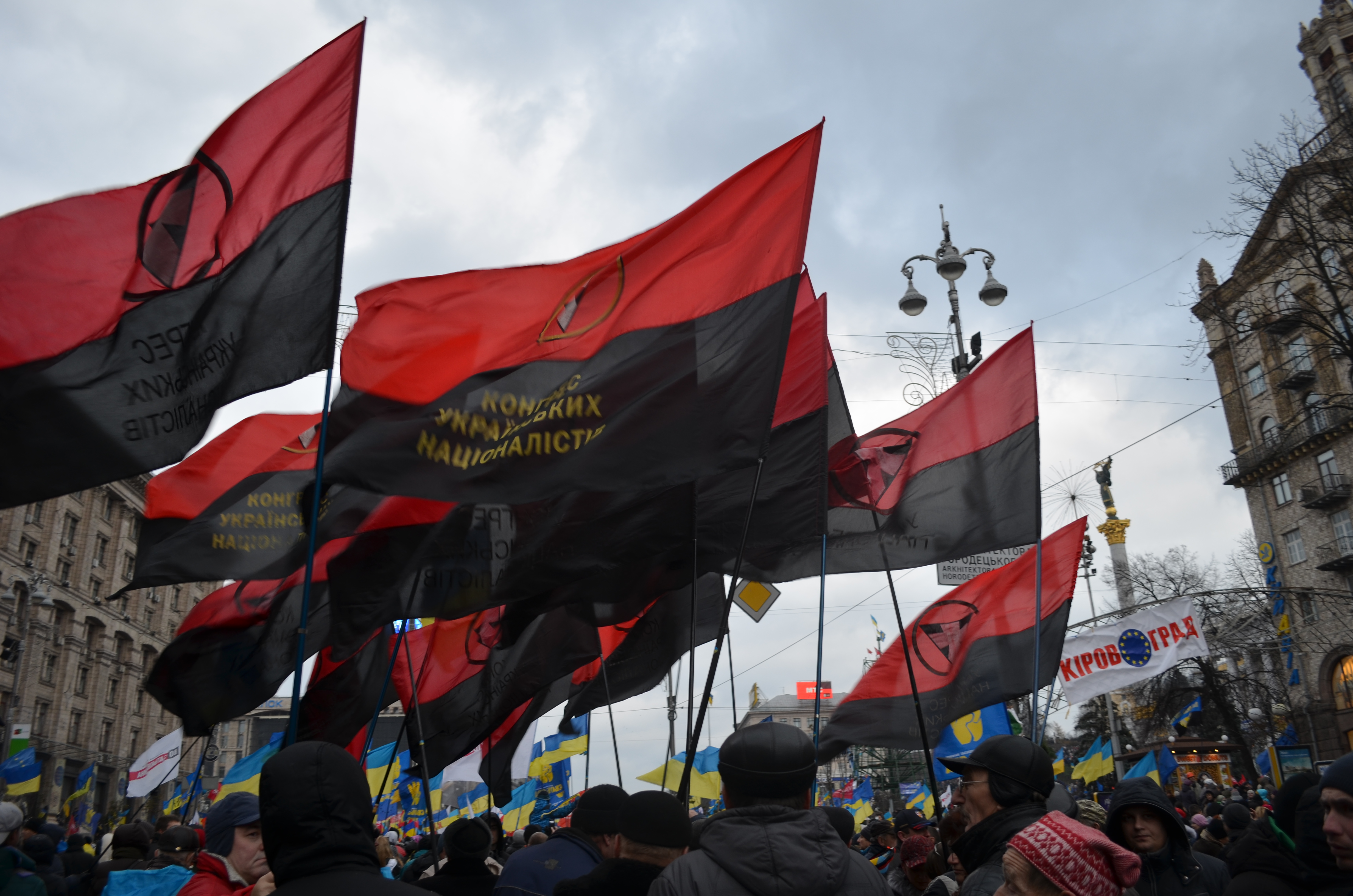
Demonstranter från Ukrainska nationalistkongressen KUN vid Euromajdan 2013 i Kiev.

Ukrainska nationalistkongressen (Конгре́с Украї́нських Націоналі́стів) förkortad KUN, är ett högerextremt politiskt parti i Ukraina, lett av Oleksij Ivtjenko. 
Då Sovjetunionen föll och Ukraina blev självständigt 1991, lanserade Organisationen för ukrainska nationalister åter sin verksamhet i Ukraina, de återbildades 18 oktober 1992 i omorganiserad form och under det nya namnet; Ukrainska nationalistkongressen. Partiet är extremt nationalistiskt. Ukrainska nationalistkongressen kallas också för Stepan Bandera-fraktionen. Stepan Bandera var ledare för rörelsen Skogsbröderna. De slogs på Nazitysklands sida i andra världskriget. Partiet har en fascistisk ideologi och medlem i Alliansen för nationernas Europa.
De nazistiska/extremnationalistiska partierna i Ukraina är små och få människor röstar på dem, men antisemitism är vanligt i Ukraina. Eurasiatiska judiska kongressen visar på sin hemsida en forskningsrapport där man har forskat i vad folk i Ukraina tycker om judar; 10 procent tycker att det går bra att ha judiska medlemmar i familjen. Knappt 25 procent vill ha judiska vänner. Bara 73 procent tycker att judar ska kunna vara medborgare i Ukraina. [källa behövs]

## Partiet bildas
Partiet Ukrainska nationalistkongressen bildades sent 1992 av emigranter från Organisationen för ukrainska nationalister på initiativ av Slava Stetsko och Roman Zvarych. Det registrerades den 26 januari 1993 av det ukrainska justitieministeriet och var det 11:e politiska partiet i Ukraina som officiellt registrerades.

## Parlamentsvalet 1998
Under parlamentsvalet 1998 ingick partiet (tillsammans med det ukrainska konservativa republikanska partiet och det ukrainska republikanska partiet) i valblocket "Nationell Front" (ukrainska: Виборчий блок партій «Національний») som vann 2,71% av de nationella rösterna och 6 platser (enkelmandatvalkrets).

## Parlamentsvalet 2002
Vid parlamentsvalet den 30 mars 2002 var partiet en del av Viktor Jusjtjenko-blocket Vårt Ukraina – Folkets självförvarsblock. Den tidigare partiledaren Oleksiy Ivchenko var chef för Naftogas i Ukraina under regeringen Jehanurov. Han valdes till partiledare vid partiets sjunde kongress den 13 april 2003.

## Parlamentsvalet 2006
Under parlamentsvalet 2006 den 26 mars var partiet en del av Vårt Ukraina – Folkets självförvarsblock. Roman Zvarych var Ukrainas justitieminister i den första Tymosjenko-regeringen och den andra Tymosjenko-regeringen och i Alliansen för nationell enhet.

## Brottmål
I slutet av 2006 inledde den ukrainske riksåklagaren ett brottmål mot partiledaren Oleksij Ivtjenko, anklagad för förskingring och missbruk av sin officiella position som tidigare chef för Naftogaz. Ivchenko togs bort från sin festbiljett våren 2007. Partiet vägrade att gå med i Vårt Ukraina-Folkets självförsvarsblock i augusti 2007 och nästan en månad före valet beslutade sig att inte ställa upp i 2007 års parlamentsval.

## Valtekniskt samarbete
I parlamentsvalet 2002 ingick partiet i Viktor Jusjtjenko-alliansen Vårt Ukraina.
I valet 2006 deltog nationalistkongressen i Blocket Vårt Ukraina.
2007 ingick man i valalliansen Vårt Ukraina - Folkets självförvarsblock.